# Greg Walden
Gregory Paul Walden, detto Greg (The Dalles, 10 gennaio 1957), è un politico statunitense, membro della Camera dei Rappresentanti per lo stato dell'Oregon dal 1999 al 2021.

## Biografia
Walden, proprietario e dirigente di una stazione radiofonica, intraprese la vita politica nel 1981, andando a lavorare come collaboratore del deputato Denny Smith.
Successivamente Walden fu eletto alla Camera dei Rappresentanti dell'Oregon e al Senato dell'Oregon.
Nel 1996 decise di candidarsi alla Camera dei Rappresentanti nazionale come indipendente. Il deputato in carica infatti era un repubblicano, Wes Cooley, che rischiava seriamente di perdere la rielezione per via di alcuni scandali. Il Partito Democratico aveva quindi l'opportunità di impadronirsi di quel seggio, non considerando Walden una minaccia. Quando Cooley si ritirò dalla competizione, i repubblicani convinsero l'ex deputato Robert Freeman Smith a ricandidarsi contro i democratici e Walden. Nelle elezioni generali Smith prevalse facilmente sui due avversari.
Nel 1998, alla scadenza del mandato, Smith decise di andare in pensione e diede il suo sostegno a Walden, che ottenne l'appoggio del Partito Repubblicano e vinse le elezioni.
Nel 2004 si candidò a governatore, ma si ritirò dalla campagna per problemi di salute della moglie, incinta del secondo figlio. Il bambino poi morì poco dopo la nascita.
Nel gennaio 2007 Walden vendette la sua stazione radiofonica per evitare che interferisse con la sua vita politica.
Greg Walden è un repubblicano moderato, di ideologia quasi centrista.